# Irevik

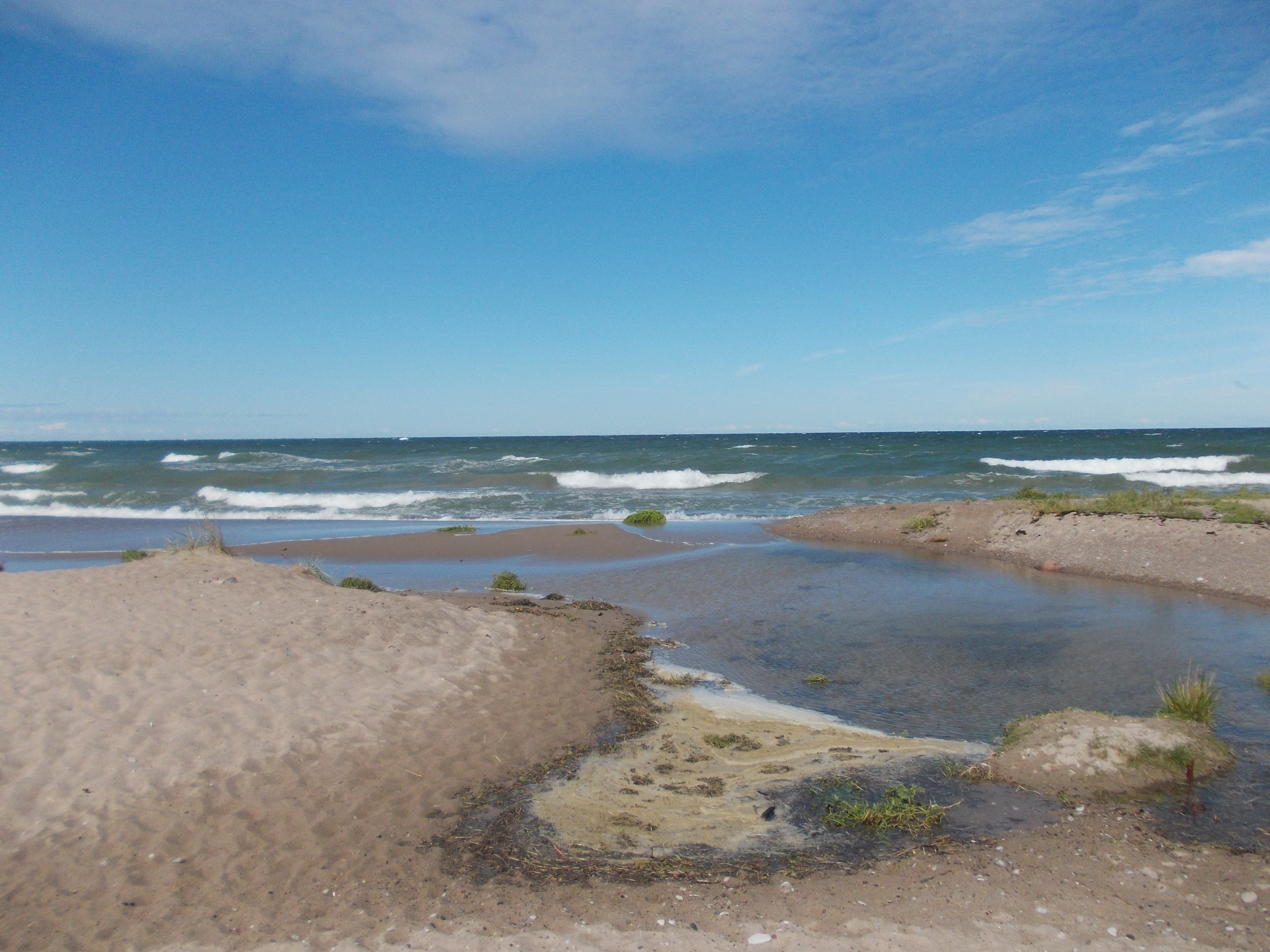
Ireåns utlopp vid Ireviks badstrand.

Irevik (även Ireviken eller Ihreviken) är en mer än en mil lång gotländsk kuststräcka, belägen i Hangvars socken, 3 mil norr om Visby.

## Strand och natur
Viken ramas in av höga klintar, vilket gör att den av många anses vara en av ön vackrast belägna stränder. Stranden anses också vara en av Gotlands bästa badstränder.  I mitten ligger en lång sandstrand som är en av Gotlands mest besökta. Ireån mynnar ut i viken.
Irevik är huvudsakligen ett sommarstugeområde, som präglas av att de knappt 200 stugorna står på uppvuxna skogstomter. Husen har byggts under lång tid, och området har därför en blandad karaktär utan tillstymmelse till massproducerat stugområde. 
Trots att området inte är särskilt stort har tre olika nöjesetablissemang funnits - Ihrebaden, Ihre gård och Ihre kvarn - som bland annat erbjudit mat, boende och musik. Ihrebaden brann dock ner 2017. En ny restaurang håller sedan flera år på att byggas på samma plats.
I norra delen av Irevik ligger Sigsarve strand. Det utgör också startpunkten på det 28 kvadratkilometer stora Hall Hangvars naturreservat, som är Gotlands största. Från Sigsarve strand sträcker sig reservatet längs en 25 kilometer lång kuststräcka. I reservatets östra del, på andra sidan landsvägen, ligger Träskmyr, som är Gotlands största bevarade agmyr. I reservatet finns många ovanliga blommor såsom gotlandssolvända, brun ögontröst och alpnyckel.

## Släkten Ihre
Ihre gård ligger vid avtagsvägen ner till viken från landsvägen. Från Ihre gård härstammar släkten Ihre. Den förste kände innehavaren av gården hette Hans Eire. Hans sonson Thomas Ihre flyttade till Lund från Visby för att slutligen bli domprost i Linköping.

## Förhistoria
Ireviken uppvisar flera boplatser från sten- och bronsålder. Det finns även rester av fornborgar uppe på klintarna.